# Shipley (Oregon)
Shipley az Amerikai Egyesült Államok északnyugati részén, Oregon állam Yamhill megyéjében elhelyezkedő kísértetváros.